# Kościół św. Antoniego w Düsseldorfie-Hassels
Kościół św. Antoniego (niem. Kirche St. Antonius) – rzymskokatolicka świątynia znajdująca się w niemieckim mieście Düsseldorf, w dzielnicy Hassels. Należy do parafii śś. Antoniego i Elżbiety.

## Historia
Komitet budowy kościoła w Hassels powstał w roku 1911. Od 1918 roku nabożeństwa odprawiano w tymczasowym kościele zaaranżowanym w budynku świeckim. 3 lipca 1927 wmurowano kamień węgielny pod budowę świątyni, a 13 listopada 1927 odprawiono pierwszą mszę. W 1930 budynek ustanowiono siedzibą rektoratu, a w 1951 – samodzielnej parafii.

## Architektura
Świątynia modernistyczna, ceglana, jednonawowa, wzniesiona wg. projektu Hermanna Schagena. Przykryta sklepieniem kolebkowym. W 2018 roku we wnętrzu ustawiono figurę św. Antoniego z Dzieciątkiem Jezus autorstwa Ericha Büschera-Eilerta, o wysokości 1,2 metra. Organy wykonało w 1990 roku przedsiębiorstwo Weimbs Orgelbau, w 2007 zostały one rozbudowane. Mają trzy manuały, pedał i 27 głosów. Na dachu wznosi się ośmioboczna sygnaturka z dwoma dzwonami:
| Imię     | Waga   | Średnica | Ton | Materiał | Odlewnia                |
| -------- | ------ | -------- | --- | -------- | ----------------------- |
| nieznane | 140 kg | 612 mm   | e"  | brąz     | Gebr. Ulrich, Apolda    |
| Pius X   | 250 kg | 870 mm   | h'  | stal     | Bochumer Verein, Bochum |

## Galeria

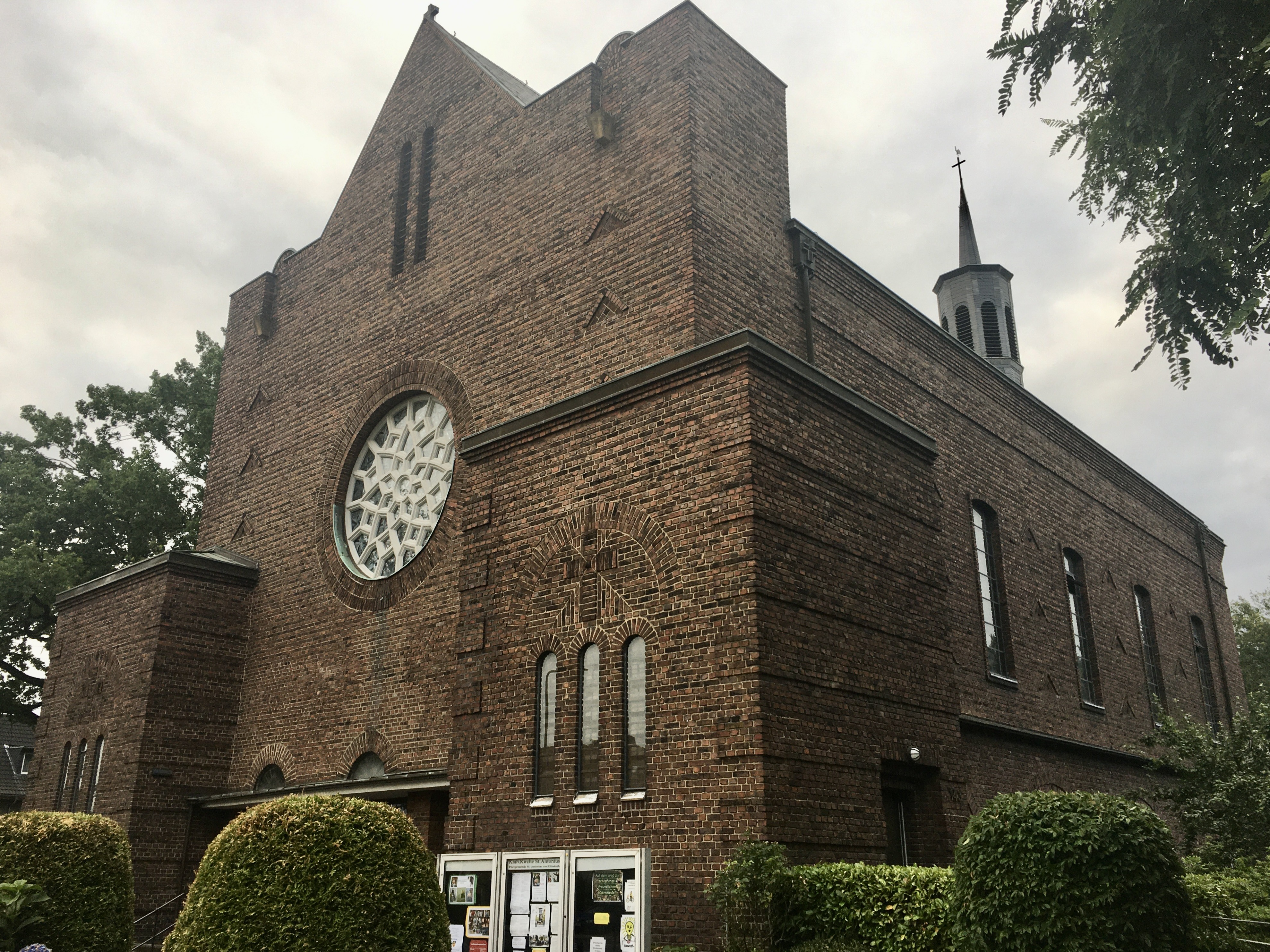
Widok z południa
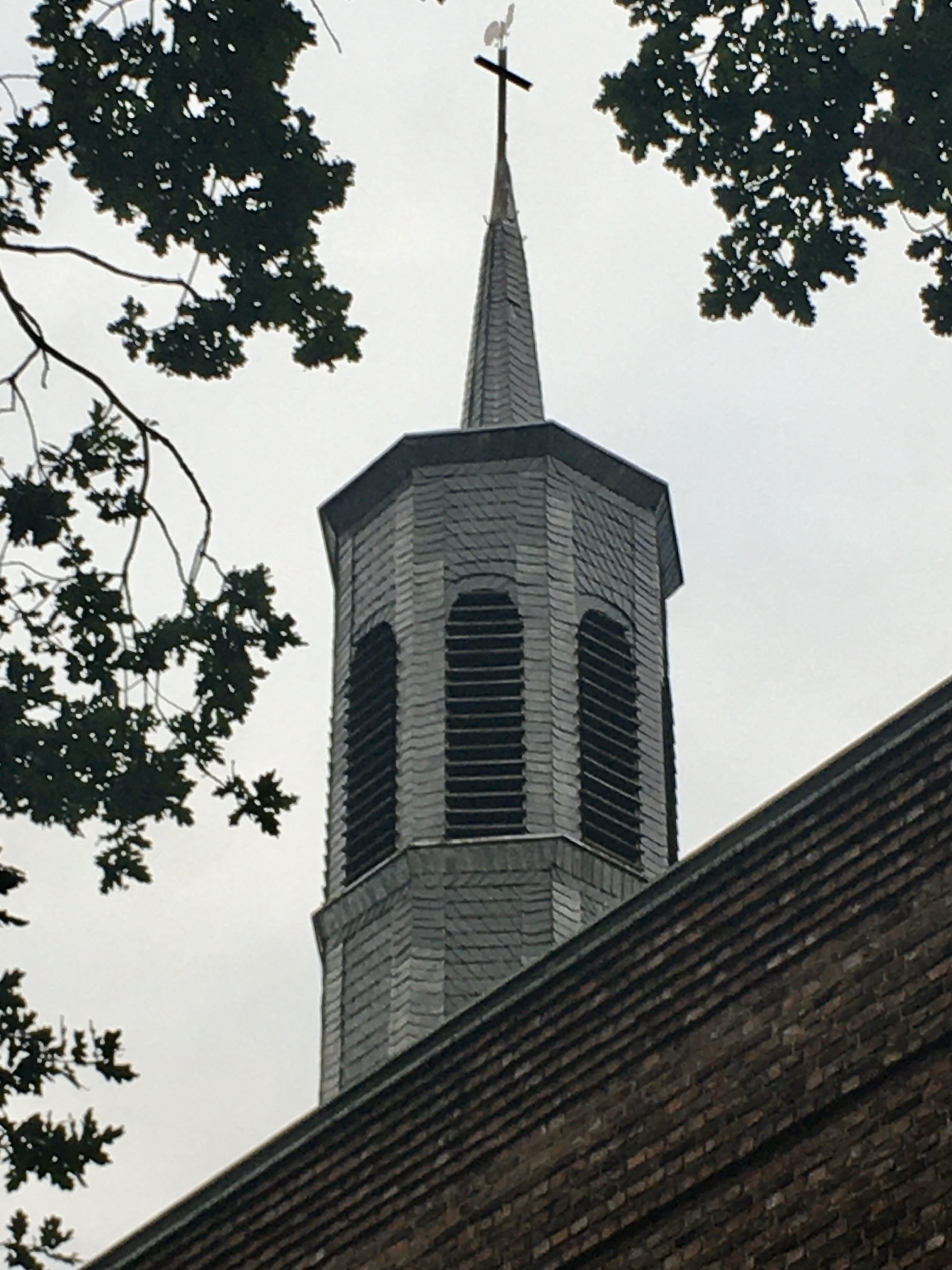
Sygnaturka
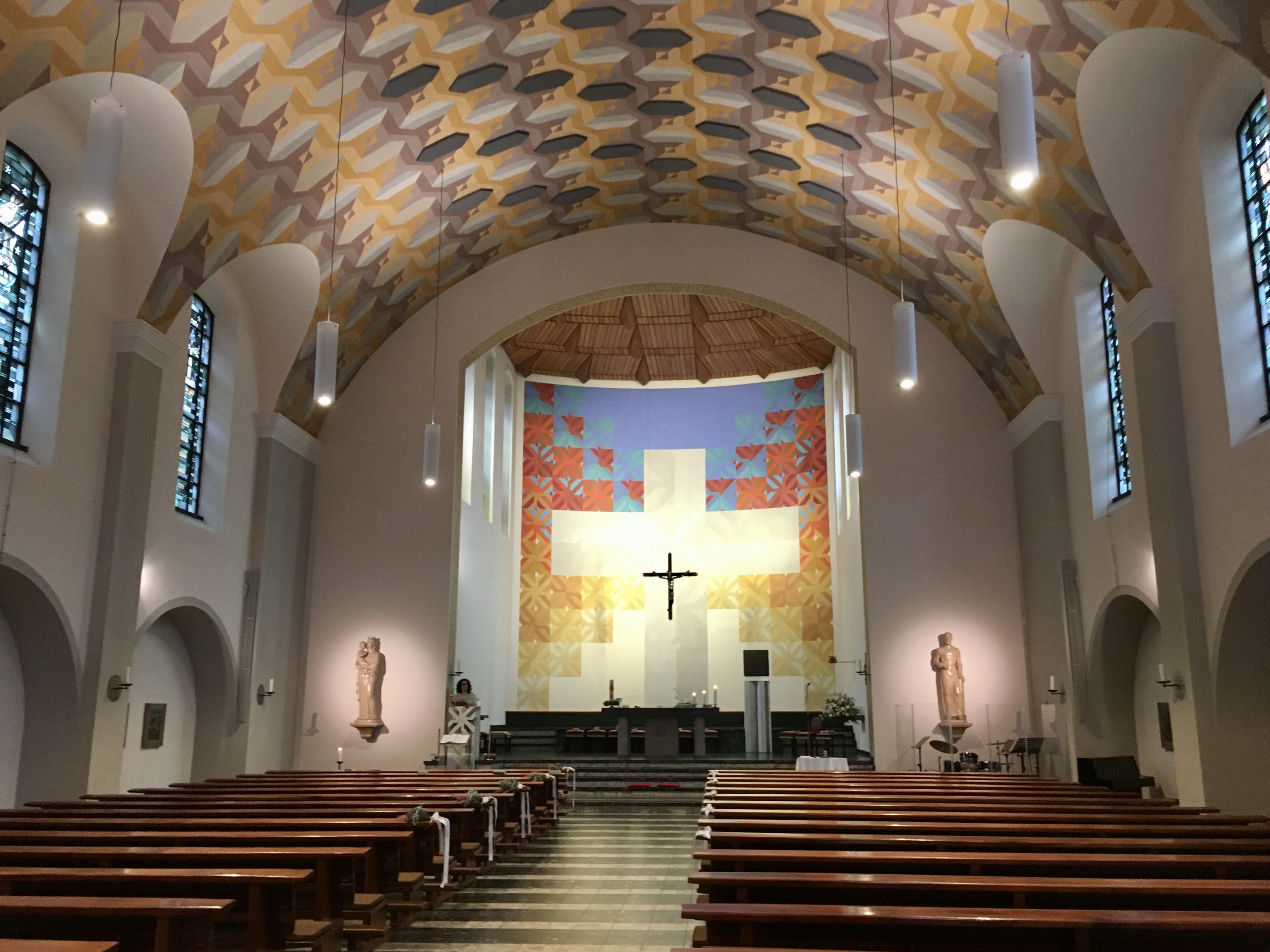
Wnętrze
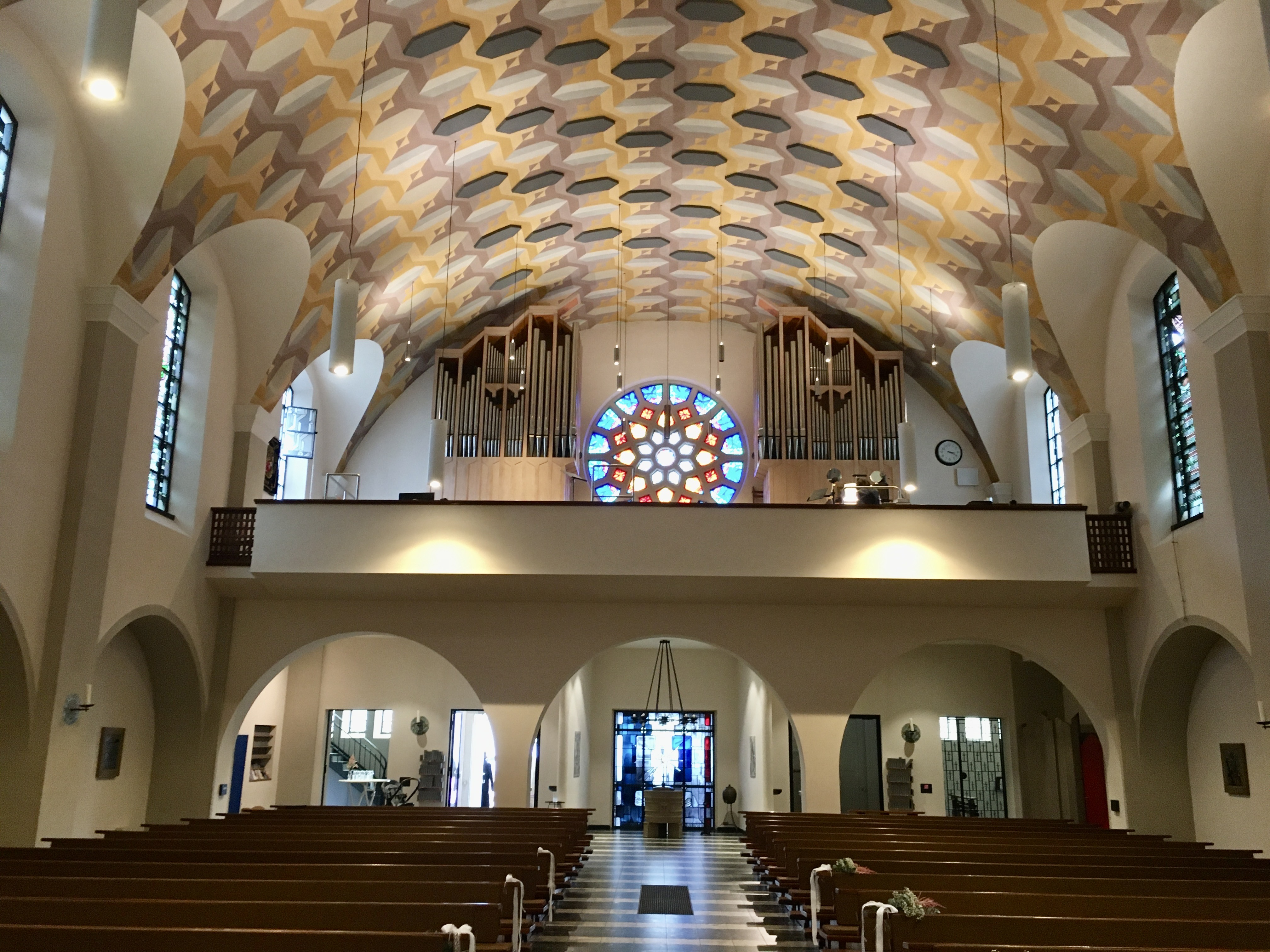
Empora organowa